# Torrelara
Torrelara es una localidad y un municipio situados en la provincia de Burgos, comunidad autónoma de Castilla y León (España), comarca de La Demanda, partido judicial de Salas de los Infantes, cabecera del ayuntamiento de su nombre.

## Geografía

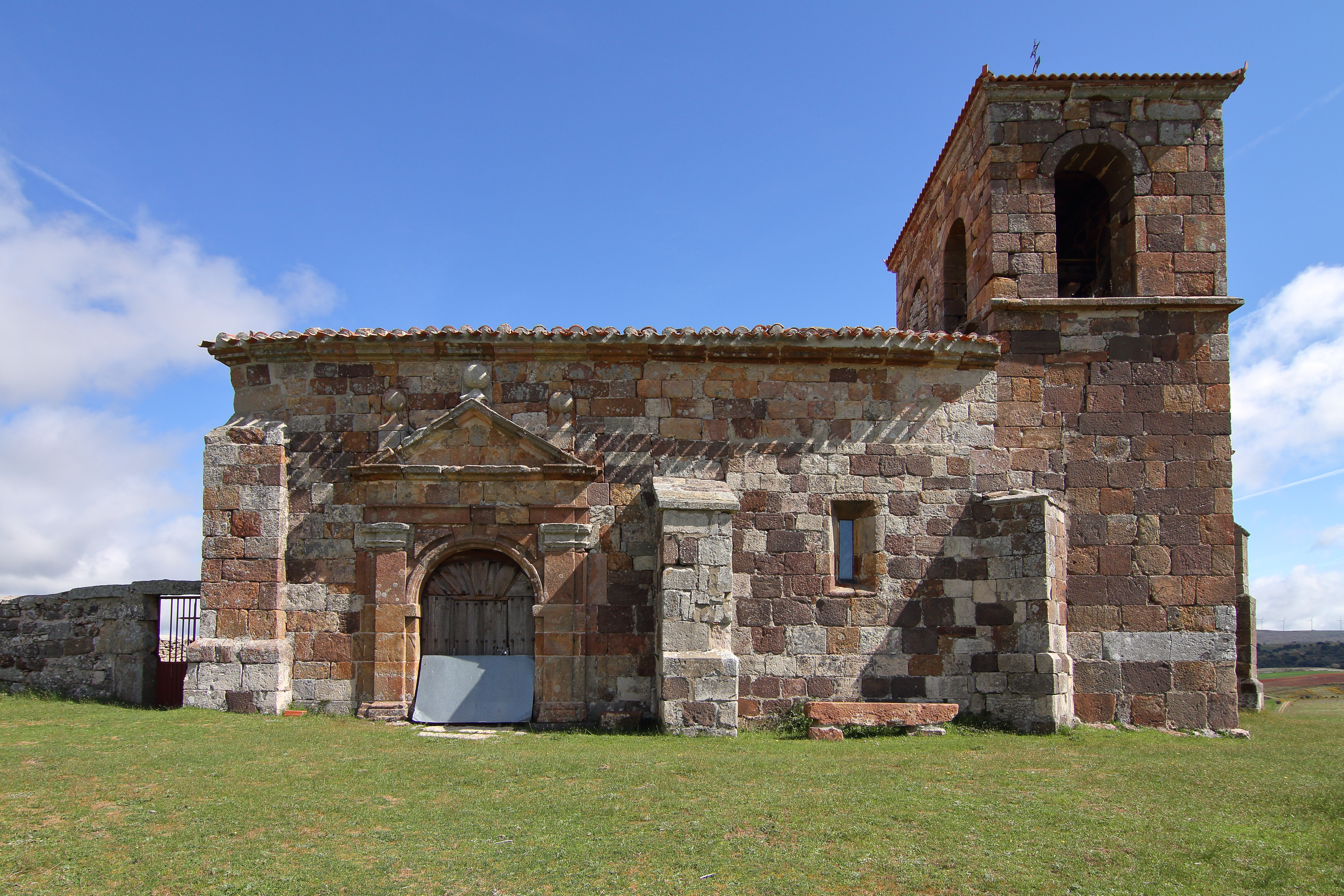
Iglesia de San Millán Abad

Es un municipio de España, en la provincia de Burgos, Comunidad Autónoma de Castilla y León. Tiene un área de 12,51 km² con una población de 39 habitantes (INE 2007) y una densidad de 3,12 hab/km².

## Demografía
Torrelara cuenta con una población de 32 habitantes (INE 2024).
| Gráfica de evolución demográfica de Torrelara entre 1842 y 2021                                                       |
| |
| Población de derecho según los censos de población del INE. Población de hecho según los censos de población del INE. |

| 1991 |  | 1996 |  | 2001 |  | 2004 |
| ---- |  | ---- |  | ---- |  | ---- |
| 23   |  | 33   |  | 25   |  | 26   |